# Wonderful Days (藤木直人の曲)
「Wonderful Days」（ワンダフル デイズ）は、藤木直人の通算8枚目のシングル。2002年2月20日にポニーキャニオンより発売。

## 概要
前作「パズル」から約3ヶ月後に発売されたシングル。オリコン週間シングルチャートで初登場17位。2ndアルバム『WARP』の先行シングルで、アルバムには「Wonderful Days」のAlbum MIXバージョンを収録。『WARP』の初回盤には、「Wonderful Days」PVのMAKING VERSIONを収録したDVDが付属する。PVのオリジナルバージョンはDVD「F△7-VISUAL COLLECTION-」に収録。カップリング曲はアルバム未収録の「NECESSARY」と「SNOW」。

## 収録曲
1. Wonderful Days
（作詞・作曲・編曲:シライシ紗トリ）
自身がスタジオナビゲーターを務めたフジテレビの冬季オリンピック番組『ソルトレーク2002』のエンディングテーマ。出演作であるフジテレビ系ドラマ『アンティーク 〜西洋骨董洋菓子店〜』の本広克行監督が、PVを手がけている。PVにはドラマで実際に使用したケーキ屋の丸窓付きドアが登場し、PV映像のドアの向こう側へワープするイメージは、アルバムタイトルの意味のひとつ“（時空を）ワープする”にリンクしている。
2. NECESSARY
（作詞・作曲・編曲:シライシ紗トリ）
ロッテ「キシリトール・ホワイティストガム」のCMソングで、CMには自身が出演している。
3. SNOW
（作詞・作曲:藤木直人/編曲:シライシ紗トリ）

## タイアップ
- フジテレビ系『ソルトレーク2002』エンディングテーマ（M-1）
- ロッテ「キシリトール・ホワイティストガム」CMソング（M-2）

## 収録アルバム
- WARP（M-1）
- HISTORY of NAOHITO FUJIKI 10TH ANNIVERSARY BOX（ベストアルバム限定盤）（M-1）
- HISTORY of NAOHITO FUJIKI Standard Edition（ベストアルバム通常盤）（M-1）

## テレビ出演
- HEY!HEY!HEY! MUSIC CHAMP（2002年3月11日、フジテレビ）
- ミュージックステーション（2002年3月15日、テレビ朝日）
- MUSIX!（2002年3月24日、テレビ東京）